# Edni López
Edni López Barrios (nacida c. 1991) es una activista y trabajadora humanitaria venezolana. Ha trabajado en defensa de los derechos de las mujeres y la igualdad de género ha sido gerente de programas en la Fundación S4V. 
Edni fue detenida el 4 de agosto de 2024 en el  aeropuerto de Maiquetía bajo el pretexto de un error con su pasaporte. Varios organizaciones de derechos humanos, incluyendo a Amnistía Internacional, exigieron conocer su lugar de reclusión y su liberación inmediata. Fue liberada el 9 de agosto con medidas cautelares, incluyendo prohibición de salida del país y la presentación ante tribunales cada 30 días. 

## Carrera
Edni ha sido profesora en la Facultad de Ciencias Jurídicas y Políticas de la Universidad Central de Venezuela. También es poetisa, ha trabajado en defensa de los derechos de las mujeres y la igualdad de género, y se ha desempeñado como gerente de programas en la Fundación S4V.Hizo su maestría en programas sociales humanitarios.
En marzo de 2024, fue reconocida por la embajada de los Países Bajos como una de las 100 protagonistas por su trabajo en el ámbito humanitario.

## Detención
El 4 de agosto de 2024 Edni fue detenida en el aeropuerto de Maiquetía cuando se disponía a viajar a Buenos Aires, Argentina. Familiares y organizaciones no gubernamentales de denunciaron que fue retenida por funcionarios de seguridad bajo el pretexto de problemas con su pasaporte.Pasadas el 24 horas de su detención, sus familiares habían recorrido los principales lugares de detención de Caracas, incluyendo en la sede de la Dirección de Contrainteligencia Militar (DGCIM)  en Boleíta, la Dirección de Investigación Policial de Maripérez y las sedes del Servicio Bolivariano de Inteligencia (SEBIN) en Plaza Venezuela y en El Helicoide, sin poder recibir información por parte de los funcionarios.
Dos días después de su detención, su madre informó que conoció que estaba recluida en La Guaira.Fue trasladada a tribunales el 6 de agosto, fecha en la que sus familiares denunciaron que no se le permitió acceso a una defensa privada. Para el 8 de agosto había sido traslada tres veces en total, aunque para las 72 horas de su detención no había tenido una audiencia preliminar.
ONGs como PROVEA, Espacio Público, Amnistía Internacional, Justicia Encuentro y Perdón, Aula Abierta, APUCV y Civil Rights Defenders Latin America han pedido información sobre su reclusión y exigido su liberación inmediata.
Edni fue liberada el 9 de agosto de 2024 con medidas cautelares, incluyendo prohibición de salida del país y la presentación ante tribunales cada 30 días.

## Vida personal
Edni es diabética. Sus familiares expresaron preocupación por su estado de salud durante su reclusión porque desconocían si tenía acceso a sus medicamentos.